# سانتياغو موريرو
سانتياغو إدواردو موريرو (بالإسبانية: Santiago Eduardo Morero)‏ (مواليد 18 أبريل 1982 في مورفي - الأرجنتين) لاعب كرة قدم أرجنتيني يلعب حاليا لصالح نادي الدرجة الأولى كييفو فيرونا الإيطالي منذ 2008 في مركز قلب الدفاع كما يجيد اللعب في مركز الظهير الأيمن .

## روابط خارجية
- سانتياغو موريرو على موقع قاعدة بيانات كرة القدم.إي يو (الإنجليزية)
- سانتياغو موريرو على موقع Soccerway.com (الإنجليزية)
- سانتياغو موريرو على موقع AS.com (الإسبانية)